# Until One
Until One es una colección de los trabajos en solitario hasta el 2010 de cada uno de los miembros de Swedish House Mafia. Fue lanzado el 16 de octubre de 2010.

## Contenido
Toda una celebración estelar de excesos de la pista de baile, entre los puntos culminantes de esta mezcla continua se incluyen el éxito de Axwell del 2007 "I Found U" y la nueva excursión en solitario "Nothing But Love".
En Valodja encontramos a Steve Angello aliándose con su hermano menor AN21 (Antoine) además de su ahora legendario remake del "Show Me Love" de Robin S.
Entre otros temas destacables están la adaptación clásica de Sebastian Ingrosso del tema Kids de MGMT titulado aquí "Kidsos" y "Meich", un mash up que incluye Clocks de Coldplay (bendecida personalmente por el mismísimo Chris Martin). One More Time de Daft Punk y "You Got the Love" con The Source y la participación de Candi Staton también reciben el tratamiento de la mafia sueca.
También incluye su segundo sencillo como Swedish House Mafia, "Miami 2 Ibiza", una colaboración con el artista de moda en el Reino Unido, Tinie Tempah. Esta alianza musical es una secuela de la memorable actuación de Tinie en las célebres noches de club Masquerade Motel de Swedish House Mafia en la sala Pacha de Ibiza.

## Producción
El álbum "Until One" sirve de banda sonora al muy esperado documental cinematográfico "Take One", el DVD que se publicó en noviembre de 2010. El film, con todos sus defectos, es un informe íntimo que documenta los extremos, los excesos, los altos y los bajos de estar de gira, haciéndote querer a la vez reír, llorar y bailar – por supuesto. Dirigido por Christian Larson (cuyo trabajo con Jonas Åkerlund incluye a Lady Gaga, Beyonce, Jennifer López y Rammstein), este documento cinematográfico único sigue los pasos de Axwell, Steve Angello y Sebastian Ingrosso a lo largo de 2 años, 285 actuaciones y 15 países.
La película sube al espectador sobre una montaña rusa que va más allá de la música para mostrar lo que une a 3 amigos, 3 artistas, 3 pioneros y 3 individuos en un viaje emocional hacia el éxito como grupo. En los últimos años los pinchadiscos, DJs, han sido representados como las nuevas estrellas de rock y al igual que en los '80 surgió el acid house, esta película ilustra cómo toda una generación nueva vuelve a ser pionera de la música electrónica para definir la cultura juvenil para millones de personas.

## Listado de canciones
| CD, Mixed, Compilación | |          |  |
| N.º                    | Título | Duración |  |
| 1.                     | «Swedish House Mafia vs. Tinie Tempah – Miami 2 Ibiza» (Album Version)                                                         | 2:44     |  |
| 2.                     | «Swedish House Mafia – Miami 2 Ibiza» (Instrumental)                                                                           | 2:17     |  |
| 3.                     | «Sander van Doorn / The Source feat. Candi Staton – Reach Out / You Got the Love» (A cappella)                                 | 2:00     |  |
| 4.                     | «Axwell, Ingrosso, Angello & Laidback Luke feat. Deborah Cox – Leave The World Behind»                                         | 3:12     |  |
| 5.                     | «Axwell feat. Errol Reid – Nothing But Love» (Remode)                                                                          | 3:06     |  |
| 6.                     | «Steve Angello & AN21 – Valodja»                                                                                               | 2:46     |  |
| 7.                     | «TV Rock feat. Rudy – In The Air» (Axwell Remix)                                                                               | 3:00     |  |
| 8.                     | «Sebastian Ingrosso / Justice vs Simian – Kidsos / We Are Your Friends» (A cappella)                                           | 4:00     |  |
| 9.                     | «Prok & Fitch pres. Nanchang Nancy – Walk With Me» (Axwell vs. Daddy's Groove Remix)                                           | 2:30     |  |
| 10.                    | «Steve Angello / Empire Of The Sun – Tivoli / Walking On A Dream» (A cappella)                                                 | 4:02     |  |
| 11.                    | «Benny Benassi presents The Biz – Satisfaction»                                                                                | 2:20     |  |
| 12.                    | «Steve Angello & Laidback Luke feat. Robin S. – Show Me Love»                                                                  | 4:22     |  |
| 13.                    | «Steve Angello – KNAS» | 3:14     |  |
| 14.                    | «Sebastian Ingrosso & Dirty South / Coldplay – Meich / Clocks»                                                                 | 3:56     |  |
| 15.                    | «David Guetta, Sebastian Ingrosso & Dirty South feat. Julie McKnight – How Soon Is Now» (Main Mix)                             | 6:01     |  |
| 16.                    | «Max Vangeli & AN21 / Louie Vega & Jay 'Sinister' Sealee starring Julie McKnight – Swedish Beauty / Diamond Life» (A cappella) | 5:32     |  |
| 17.                    | «Supermode – Tell Me Why» | 2:51     |  |
| 18.                    | «Adrian Lux – Teenage Crime» (Axwell & Henrik B Remode)                                                                        | 2:45     |  |
| 19.                    | «Steve Angello – Monday» | 3:01     |  |
| 20.                    | «Miike Snow – Silvia» (Sebastian Ingrosso & Dirty South Remix)                                                                 | 3:00     |  |
| 21.                    | «Axwell Feat. Max'C – I Found U» (Dubfire Summer Of Luv Mix / Remode)                                                          | 3:43     |  |
| 22.                    | «Daft Punk – One More Time» | 3:23     |  |
| 23.                    | «Swedish House Mafia – One» | 3:24     |  |
| 24.                    | «Swedish House Mafia feat. Pharrell – One (Your Name)»                                                                         | 3:05     |  |